# Пряма та очевидна загроза (роман)
Пряма та очевидна загроза — роман в жанрі політичного трилера, написаний Томом Кленсі та опублікований 17 серпня 1989 року. 
Продовження роману «Кремлівський Кардинал» (1988) — спільний для романів головний герой Джек Раян стає виконувачем обов'язків заступника директора Центрального розвідувального управління з розвідки та виявляє, що його колеги, які ведуть таємну війну з Колумбійськими наркокартелями приховують від нього багато важливого. 
Роман дебютував під номером один у списку бестселерів The New York Times в 1989. 3 серпня 1994 року вийшла екранізація, в якій Гаррісон Форд знову зіграв роль Джека Раяна.

## Сюжет
Президент Сполучених Штатів балотується з метою переобрання на другий термін. Його опонент в штаті Огайо, губернатор Дж. Роберт Фаулер, згуртував американську громадськість навколо ідеї невдач нинішньої адміністрації у війні з наркотиками. Радник президента з питань національної безпеки Джеймс Каттер користується нагодою, щоб допомогти президенту розпочати таємні операції в Колумбії з наміром побороти там наркоторгівлю. Створений за сприяння заступника директора ЦРУ з оперативної діяльності Роберта Ріттера та директора ЦРУ Артура Мура план передбачає введення в країну кількох малих груп легкої піхоти, сформованих з осіб латиноамериканського походження (розділених на чотири групи по 11 осіб) для спостереження за злітно-посадковими смугами, які використовуються картелем, що потім дозволяє винищувачу F-15 Eagles перехоплювати перевезення наркотиків. Крім того, мобільний зв'язок між керівництвом картелю перехоплюється через системи стеження.
Тим часом катер берегової охорони Сполучених Штатів перехоплює яхту в Карибському морі; там перебувають двоє латиноамериканців, що очищають судно від слідів вбивства власника та його родини. Коли старший член екіпажу каже, що вбивці зможуть уникнути правосуддя, стверджуючи, що вони знайшли корабель вже після вбивств, капітан берегової охорони наказує імітувати суд і страту, під час чого вбивці зізнаються у своїх злочинах; пізніше стало відомо, що вбитий власник був бізнесменом, який брав участь у схемі відмивання грошей для колумбійського наркокартелю. Федеральне бюро розслідувань (ФБР) вилучило відмиті гроші та інші активи кількох американських і європейських банків на загальну суму понад 650 мільйонів доларів.
Вилучення ФБР грошей картелю викликає обурення лідера наркокартелю Ернесто Ескобедо, який і замовив напад на яхту американського бізнесмена. Тим часом офіцер його розвідки Фелікс Кортес починає зустрічатися з секретарем директора ФБР Емілією і від неї дізнається про офіційний візит директора ФБР Джейкобса до генерального прокурора Колумбії. Ескобедо наказує вбити Джейкобса, не повідомивши Кортеса. Прибувши до міста Богота, кортеж директора ФБР потрапляє в засідку, де гине сам директор ФБР, а також голова Управління по боротьбі з наркотиками та посол США в Колумбії. Розлючений президент санкціонує таємну операцію, активізуючи сили Каттера та оголошуючи війну наркоорганізації Ескобедо.
Пізніше високоточний авіаудар по особняку наркобарона під час зустрічі кількох членів картелю вбиває всіх, хто знаходився всередині. Ескобедо не прийшов на зустріч і послав Кортеса представляти його. Кортес трохи затримався і став свідком вибуху. Пізніше Кортес приходить до висновку, що це американці провели операції проти колумбійського наркокартелю, але підігрує їм, плануючи влаштувати війну всередині картелю, яка дасть йому можливість захопити владу. Він посилає людей картелю полювати на американських військових, а пізніше шантажує адмірала Каттера на таємній зустрічі, вимагаючи, щоб той припинив усі таємні операції проти картелю в обмін на скорочення експорту наркотиків до Сполучених Штатів. Лідер одної з груп піхоти, втративши пильність через харчове отруєння, випадково заводить свій загін в табір людей картелю, що призводить до перестрілки, в якій гине половина групи, а ті, що вижили, вливаються в іншу групу.
Тим часом Джек Раян, колишній морський піхотинець і виконувач обов'язків заступника директора ЦРУ з розвідки після того, як його бос, адмірал Джеймс Грір, був госпіталізований через рак підшлункової залози, підозрює причетність Агентства до ситуації в Колумбії. Його посада дозволяє йому бути в курсі більшості операцій, але він не в курсі того, що відбувається в Південній Америці. Після того, як його друг, пілот-винищувач Роббі Джексон, проводить розслідування щодо активності в регіоні, Раян вирішує з'ясувати, що відбувається. Він дізнається про таємні операції, проникаючи в файли Ріттера. Обурений, він шукає допомоги у ФБР, а пізніше зустрічає Джона Кларка, польового співробітника ЦРУ та колишнього морського котика. В цей час облава картелю оточує і атакує ще дві команди піхотинців, вбиваючи більшість із них, залишаючи лише штаб-сержанта Домінго «Дінг» Чавеса та кількох інших, тих, хто зміг втекти. Загибель великої кількості американських солдат загострює ситуацію.
Попередньо отримавши наказ президента припинити всі таємні операції проти картелю, щоб уникнути політичних наслідків, Каттер робить це після своєї таємної зустрічі з Кортесом. Він таємно надає Кортесу координати американських військових у Колумбії, щоб той вислідив їх. Раян і Кларк обурені і об'єднуються, щоб врятувати американських військових, що залишилися в Колумбії, використовуючи гелікоптер спеціальних операцій ВПС США. Це призводить до того, що вони не присутні на похоронах адмірала Гріра, що викликає підозри у Мура та Ріттера. Хоча команда рятувальників зазнає втрат від людей картелю, вони успішно евакують тих, хто вижив, у тому числі Чавеса. Пізніше команда захоплює Кортеса та Ескобедо під час рейду на командний пункт картелю.
Після того, як Кларк зіткнувся з доказами його зради, Каттер покінчив життя самогубством, вистрибнувши на дорогу перед автобусом. Раян протистоїть зухвалому президенту за те, що той не повідомив його про таємні операції в Колумбії та ледь не почав війну. Після того, як він інформує керівників Комітету спеціальної розвідки, президент навмисно програє Фаулеру на виборах, щоб приховати деталі операції та захистити честь тих, хто причетний до них.
Ескобедо передають його колегам — вождям картелю, які стратять його. Пізніше Кортеса повертають на Кубу, де його колишні колеги з кубинської розвідувальної служби (DGI) важають зрадником. Тим часом Кларк бере Чавеса під свою опіку і вербує його для робити в ЦРУ.

## Персонажі

### Сполучені Штати
- Президент (без імені)
- Віце-адмірал Джеймс А. Каттер молодший: помічник президента з питань національної безпеки
- Суддя Артур Мур: директор Центрального розвідувального управління
- Віцеадмірал Джеймс Грір: заступник директора (розвідка)
- Джек Раян: виконуючий обов'язки заступника директора ЦРУ (з розвідки)
- Роберт Ріттер: заступник директора ЦРУ (з операцій)
- Еміль Джейкобс: директор Федерального Бюро Розслідувань
- Ден Мюррей: заступник помічника директора Федерального бюро розслідувань
- Мойра Вулф: виконавчий секретар директора ФБР Джейкобса. Спокушена Кортесом, щоб отримати інформацію про свого боса та ФБР, особливо про його таємну поїздку до Генерального прокурора Колумбії .
- Марк Брайт: помічник головного спеціального агента офісу ФБР у Мобілі, штат Алабама. Призначений для розгляду справи про піратів щодо двох латиноамериканців, які вбили американського бізнесмена та його родину на яхті в Карибському морі.
- Ред Вегенер: командир катера Берегової охорони Сполучених Штатів Panache, на прізвисько «Король SAR (служби пошуку та порятунку)»
- Роббі Джексон: морський льотчик на борту USS Ranger
- Джонатан Роберт Фаулер: губернатор штату Огайо і головний суперник президента на президентських виборах, на яких він згодом перемагає

### Колумбія
- Джон Кларк: Оперативний офіцер ЦРУ
- Фелікс Кортес: головний офіцер безпеки та розвідки Ескобедо, колишній полковник кубинської розвідувальної служби (DGI)
- Ернесто Ескобедо: один із лідерів Медельїнського наркокартелю
- Домінго «Дінг» Чавес: штаб-сержант армії Сполучених Штатів, латиноамериканського походження та колишній член банди з Лос-Анджелеса
- Хуліо «Осо» Вега: сержант армії США, призначений до загону легкої піхоти Чавеса в Колумбії.
- Капітан Рамірез: офіцер армії США, який очолює загін Чавеса. Пізніше гине в битві з картелем.
- Бак Ціммер: старший сержант ВПС США та командир екіпажу вертольота Sikorsky MH-53 Pave Low, який використовувався для введення таємних військ, а пізніше для рятувальної місії. Смертельно поранений обстрілом з землі під час порятунку, він пізніше помирає на руках у Раяна; Раян обіцяє фінансово допомагати його родині — лаоській дружині та семи дітям, які живуть у Флориді, і дотримується свого слова.
- Капітан Джефф «Бронко» Вінтерс: пілот F-15 ВПС США
- Полковник Пол «Пі Джей» Джонс: офіцер ВПС США, призначений до 1-го крила спеціальних операцій у Флориді, відповідальний за вертольоти таємних операцій Pave Low
- Карлос Ларсон: співробітник ЦРУ в Колумбії, працює під прикриттям як пілот загальної авіації та льотний інструктор, часто веде справи з картелем.

## Теми
«Пряма та очевидна загроза» вважається твором антиутопічної фантастики. У ньому йдеться про зловживання політичною та військовою владою та розглядаються небезпеки урядової бюрократії, де нікого не можна притягнути до відповідальності за дії, які демократичне суспільство вважає незаконними. Книга вийшла приблизно під час справи «Іран-Контрас», яка містить напрочуд багато паралелей із романом. Крім того, це підштовхує наратив про те, що війна з наркотиками, яка також була важливою темою під час публікації книги, розбещує правоохоронні органи, і що в цій боротьбі підтримується статус-кво.

## Сприйняття

### Комерційне
Книга дебютувала під номером один у списку бестселерів New York Times і залишалася в чарті кілька років, як і її видання в м'якій палітурці. Роман став одним з найбільш продаваних романів 1980-х років, було продано 1 625 544 примірників у твердій палітурці.

### Критичне
Книга отримала широке визнання критиків. Газета «Вашингтон пост» оцінила її як «захоплюючу пригоду». «Нью-Йорк Таймс» у своєму огляді зазначила: «Проблеми, які піднімаються, є реальними й випереджають заголовки». Publishers Weekly назвав її найкращою роботою Кленсі з часів «Полювання на Червоного Жовтня» .

## Екранізація
Книга була екранізована як однойменний художній фільм, який вийшов на екрани 3 серпня 1994 року. Гаррісон Форд повторив роль Раяна з попереднього фільму «Ігри патріотів» (1992), а Віллем Дефо зіграв Кларка. Фільм отримав схвальні відгуки: Rotten Tomatoes поставили йому рейтинг 80 % на основі 40 відгуків. Це був великий фінансовий успіх, заробивши понад 200 мільйонів доларів у прокаті.

Як і в попередньому фільмі «Ігри патріотів», Кленсі був менш ніж задоволений фільмом через зміни сценарію. Він віддав перевагу початковому сценарію Джона Міліуса, який був написаний до початку виробництва «Ігор патріотів» і був ближче сюжету до книги. Однак, коли Дональд Стюарт був найнятий Paramount Pictures, щоб переписати сценарій через те, що Раян не був центральним персонажем, Кленсі назвав новий сценарій «справді жахливим» і розкритикував його технічні неточності. 
Насамперед про головне, — продовжив Кленсі, — роман № 1 у числі бестселерів 1980-х років — «Пряма та очевидна загроза». Можна зробити висновок, що основна сюжетна лінія роману мала певну якість. Чому ж тоді майже всі аспекти книги були викинуті?
 Щодо іншої кінцівки, в якій Раян свідчив перед Конгресом про таємні операції замість того, щоб приватно зіткнутися з президентом, Форд сказав: 
Ми дещо пом'якшили політичну упередженість, яку [Кленсі] привносить у цю тему, не тому, що ми бездушні ліберали, а тому, що ми хотіли позбавити його частини свого багажу і дозволити йому ходити на своїх двох ногах

У 2018 році в інтерв'ю Entertainment Weekly творці серіалу «Джек Раян» Карлтон К'юз і Грем Роланд розповіли, що вони спочатку вирішили адаптувати «Пряму та очевидну загрозу» для телебачення. Тоді Роланд пояснив:
Приблизно через місяць ми зрозуміли, що книги Кленсі сприйнялись так добре, тому що вони були актуальними для того часу, коли вони були написані. Тож нам довелося взяти дух того, що він зробив, і створити власну оригінальну історію.